# Don't Let Me Get Me
"Don't Let Me Get Me" é o segundo single do álbum Missundaztood da cantora Pink. O single foi lançado em 19 de Fevereiro de 2002 e alcançou a #8 posição na Billboard Hot 100.

## Videoclipe
O videoclipe começa com Pink sentada em um banco durante um jogo de voleibol, depois em uma sala de aula, e em seguida em um vestiário, onde Pink briga com o seu reflexo no espelho, que é mostrado zombando dela, e logo após ela quebra o espelho com um soco. Depois, na próxima cena, Pink está no escritório de L.A. Reid. Na próxima cena Pink está posando para um ensaio fotográfico de um revista, mas ela se mostra irritada. A cena final e o desempenho de uma apresentação para uma multidão. O videoclipe foi dirigido por Dave Meyers.

## Desempenho nas paradas musicais
| Parada musical (2002)    | Melhor posição |
| ------------------------ | -------------- |
| Austrália - ARIA CHARTS  | 8              |
| Estados Unidos - Hot 100 | 8              |
| Itália - Top 40          | 2              |

### Histórico na Billboard Hot 100
O single estreou na tabela Hot 100 da Billboard em 9 de Março de 2002, na #60 posição, e permaneceu na tabela por 21 semanas, até 27 de Julho de 2002.
| Semana | Data                | Posição | Ref.   |
| ------ | ------------------- | ------- | ------ |
| 1      | 9 de Março de 2002  | 60      | [ 1 ]  |
| 2      | 16 de Março de 2002 | 43      | [ 3 ]  |
| 3      | 23 de Março de 2002 | 26      | [ 4 ]  |
| 4      | 30 de Março de 2002 | 22      | [ 5 ]  |
| 5      | 6 de Abril de 2002  | 15      | [ 6 ]  |
| 6      | 13 de Abril de 2002 | 15      | [ 7 ]  |
| 7      | 20 de Abril de 2002 | 12      | [ 8 ]  |
| 8      | 27 de Abril de 2002 | 11      | [ 9 ]  |
| 9      | 4 de Maio de 2002   | 9       | [ 10 ] |
| 10     | 11 de Maio de 2002  | 8       | [ 11 ] |
| 11     | 18 de Maio de 2002  | 8       | [ 12 ] |
| 12     | 25 de Maio de 2002  | 10      | [ 13 ] |
| 13     | 1 de Junho de 2002  | 13      | [ 14 ] |
| 14     | 8 de Junho de 2002  | 15      | [ 15 ] |
| 15     | 15 de Junho de 2002 | 18      | [ 16 ] |
| 16     | 22 de Junho de 2002 | 23      | [ 17 ] |
| 17     | 29 de Junho de 2002 | 24      | [ 18 ] |
| 18     | 6 de Julho de 2002  | 27      | [ 19 ] |
| 19     | 13 de Julho de 2002 | 34      | [ 20 ] |
| 20     | 20 de Julho de 2002 | 37      | [ 21 ] |
| 21     | 27 de Julho de 2002 | 49      | [ 2 ]  |